# Moasca
Moasca is een gemeente in de Italiaanse provincie Asti (regio Piëmont) en telt 422 inwoners (31-12-2004). De oppervlakte bedraagt 4,1 km², de bevolkingsdichtheid is 103 inwoners per km².

## Demografie
Moasca telt ongeveer 186 huishoudens. Het aantal inwoners steeg in de periode 1991-2001 met 0,8% volgens cijfers uit de tienjaarlijkse volkstellingen van ISTAT.
| Jaar | Inwoneraantal |
| ---- | ------------- |
| 1991 | 398           |
| 2001 | 401           |

## Geografie
Moasca grenst aan de volgende gemeenten: Agliano Terme, Calosso, Canelli, Castelnuovo Calcea, San Marzano Oliveto.